# AMORC
Ancient Mystical Order Rosae Crucis (lat. Antiquus Mysticusque Ordo Rosae Crucis), skraćeno A.M.O.R.C., međunarodna je rozenkrojcerska organizacija koja se bavi misticizmom, filozofijom, obrazovanjem i humanitarnim radom. A.M.O.R.C. je posvećen istraživanju, proučavanju i praktičnoj primjeni prirodnih i duhovnih zakonitosti. 
U Hrvatskoj djeluje pod nazivom Stari i mistični red Ruže i Križa.

## Vanjske poveznice
- Službena stranica
- Službena stranica AMORC-a u Hrvatskoj